# Junonia westermanni
Junonia westermanni là một loài bướm ngày thuộc họ Nymphalidae. Nó được tìm thấy ở central part of the Afrotropic ecozone.
Sải cánh dài khoảng 25 mm.
Ấu trùng ăn Asystasia, Brillantaisia, Barleria, Justicia, Paulowilhemlmia, Ruellia và Pupalia.

## Phụ loài
- Junonia westermanni westermanni (Bờ Biển Ngà đến Angola, Zaire, tây nam Ethiopia)
- Junonia westermanni suffusa (Rothschild & Jordan, 1903) (tây Uganda đến Kenya)
- Junonia westermanni splendens (Schmidt, 1921) (đông Tanzania, từ dãy núi Usambara đến Lindi)